# Fender Jazz Bass
Fender Jazz Bass — вторая модель бас-гитары, разработанная Лео Фендером в 1960 году после Precision Bass (1951). Основное отличие Jazz Bass от Precision заключалось в более широком воспроизводимом звуковом спектре. Благодаря новому яркому звуку, эта модель завоевала популярность среди многих бас-гитаристов, желавших выделить звук бас-гитары в общем миксе. Звук Jazz Bass был основой для формирования узнаваемого звучания таких жанров, как фанк, диско, регги, блюз, хэви-метал, поп, джаз, фьюжн.

## История
Впервые выпущена в 1960 году под названием «Deluxe Model», представлена как басовый вариант гитары Jazzmaster, которая также выпускалась как «Deluxe Model». После чего модель была переименована в Jazz Bass Лео Фендером, так как он чувствовал, что переработанный гриф (более узкий и округлый, чем у Precision bass) будет более популярен у джазовых музыкантов. На Jazz Bass были установлены два сингла, с двумя сердечниками на каждую струну. Это давало басу более сильный тембр, что позволяло ему конкурировать с басом Rickenbacker, который был выпущен в 1957 году и был известен своим ярким звуком. Jazz Bass по звучанию был похож на ритм-гитару. Jazz Bass отличался также более чёткими контурами корпуса, асимметрией (что называлось в рекламных проспектах компании «Смещением контура талии»), гриф был более узким у верхнего порожка, чем у модели Precision Bass. И если Precision bass был сделан похожим сначала на Telecaster (а после 1957 года на Stratocaster), то Jazz Bass был сделан под влиянием модели Jazzmaster.
Первоначальная цель заключалась в поощрении басистов, играющих на контрабасе, к переходу на бас-гитару. Оригинальный Jazz Bass имел две совмещённые ручки тона и громкости для управления каждым из звукоснимателей. Сегодня эти модели высоко ценятся у коллекционеров. В 1961 году была введена новая схема управления — две ручки громкости (по одной на звукосниматель) и один общий регулятор тона. Несмотря на эти изменения, модель с совмещёнными ручками выпускалась до 1962 года.
Несколько косметических изменений инструмент получил после того как в 1965 году CBS приобрела компанию Fender.
В 1965/66 годах Jazz Bass получил палисандровую накладку на гриф с инкрустацией точками и овальные колки. Инкрустацию прямоугольниками и опциональную накладку из клёна стали производить после 1966/67 годов. Первые грифы с палисандровой накладкой имели перламутровую инкрустацию прямоугольниками и окантовку, грифы с кленовой накладкой — чёрную. К середине-концу 1974 на всех грифах ставили перламутровую инкрустацию в форме прямоугольников и окантовку. Также в середине-конце 1975 перешли к креплению грифа на трёх шурупах с новым механизмом регулировки анкерного стержня. Однако в 1983 году вернулись к креплению грифа на четырёх шурупах и к инкрустированию грифа точками. Белые крышки датчиков и панель были введены в том же году.
В 1985 году был выпущен Fender Performer Bass, производимый в Японии и разработанный Джоном Пейджем. Эта модель также имела микрорегулировку анкерного стержня, и предполагалась как элитная версия Jazz Bass, однако радикальная форма корпуса не снискала популярности и производство было свёрнуто в том же году.